# Anna Maria van Schurman
Anna Maria van Schurman (Colonia, 5 novembre 1607 – Wieuwerd, 4 maggio 1678) è stata una filosofa, poetessa e scienziata olandese.

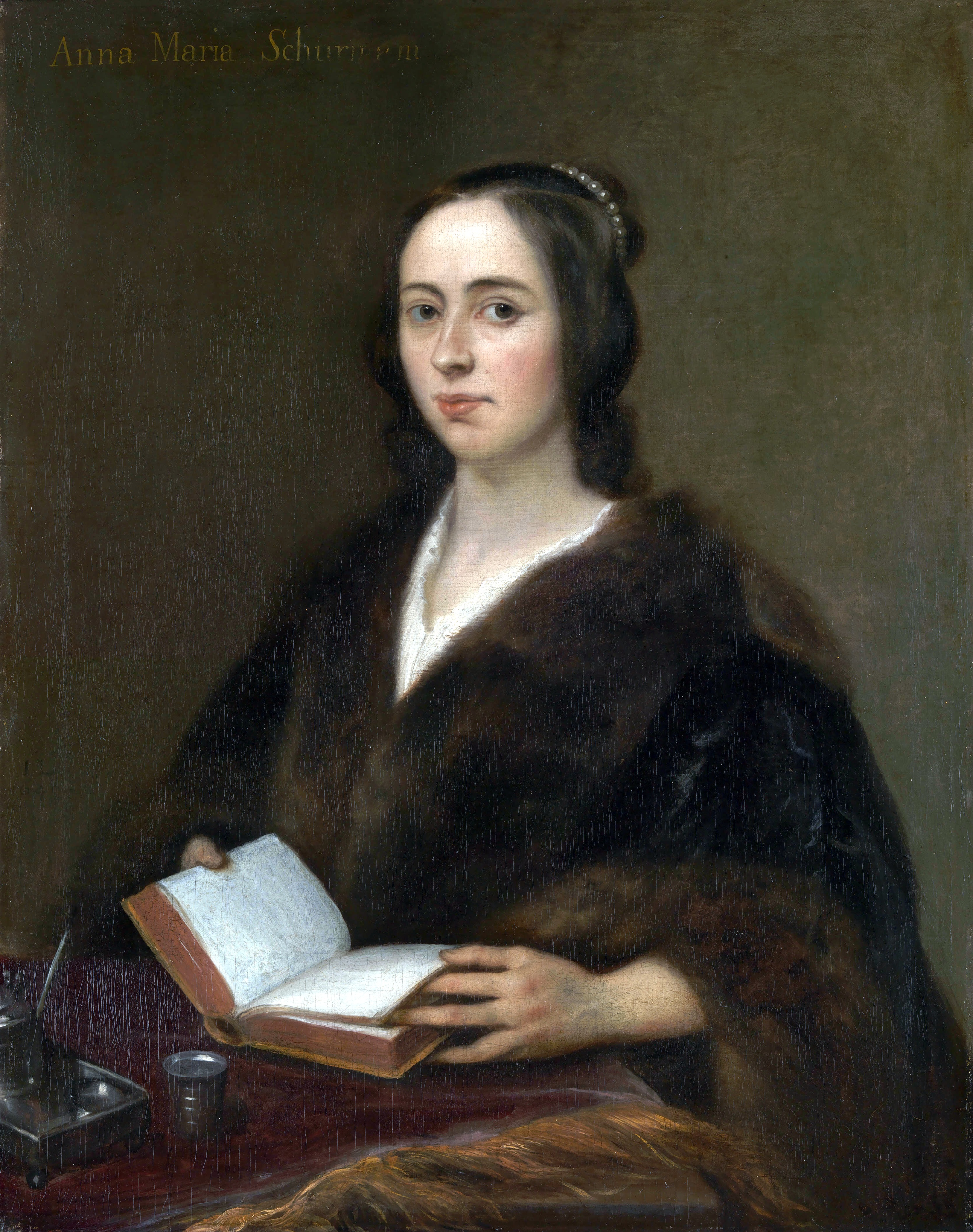
Anna Maria van Schurman, ritratta da Jan Lievens (1649)

Considerata una delle donne più colte del XVII secolo, era soprannominata dai suoi contemporanei "la Minerva olandese" o "la stella di Utrecht". Eccelse nelle arti, nella musica e nella letteratura, conosceva diverse lingue straniere (oltre a greco e latino, parlava tedesco, olandese, inglese, francese, italiano e castigliano, e inoltre ebraico, aramaico, arabo, siriaco e etiope). Dominava l'algebra, la geometria e l'astronomia, si dedicava alla pittura e alla scultura, ma soprattutto si considerava una teologa.

## Biografia

### Infanzia e giovinezza
Suo padre, Frederik van Schurman, era olandese mentre sua madre, Eva von Harff, apparteneva alla piccola nobiltà tedesca. Si dice che all'età di quattro anni sapesse già leggere. Ebbe un'educazione basata sul modello umanistico, studiando con i suoi due fratelli maggiori. All'età di 13 anni, fu elogiata dalla poetessa Anna Roemer Visscher per la sua conoscenza del greco e del latino; quando aveva 18 anni un altro poeta, Jacob Cats, predisse che sarebbe stata "un fiore all'occhiello per il nostro secolo". La Schurman si interessava principalmente di arti visive, ma fu molto ammirata dai suoi contemporanei per la sua capacità di apprendere facilmente le lingue straniere. 
A 19 anni, la Schurman si trasferì con sua madre e due sue zie dalla città universitaria di Franeker (Frisia) nei pressi di Utrecht (suo padre era morto tre anni prima). Qui continuò a studiare le arti (pittura e incisione all'acquaforte) e usò le lingue che conosceva per studiare sia le opere classiche che quelle bibliche. Verso i 25 anni, cominciò una corrispondenza con alcuni studenti dell'Università di Leida; il suo contatto con uno di questi uomini darà vita alla sua prima grande opera scritta. In questi anni, la Schurman ebbe modo di studiare a fondo il pensiero di Aristotele, Agostino e Tommaso d'Aquino.
Quando ebbe 29 anni, fu fondata la prima università di Utrecht e fu invitata per scrivere un'ode celebrativa in occasione dell'inaugurazione. Una volta cominciati i corsi, il rettore le concesse di seguire le lezioni di letteratura, diritto, scienze e teologia da un'apposita nicchia, coperta da una tenda. La pubblicazione del suo poema e la presenza nei corsi la avvicinarono all'opinione pubblica, ma l'anno successivo la morte di sua madre la costrinse agli obblighi domestici, incluso il mantenimento delle sue due zie malate.
Nonostante fosse indaffarata, la Schurman trovò il tempo per mettere in mostra le sue abilità: nel 1639 completò la Dissertatio, de ingenii mulieribus ad doctrinam, et meliores litteras aptitudine, sull'attitudine della mente femminile nel campo delle scienze e della letteratura. Nello stesso anno scrisse un trattato, il De vitae humanae termino, sul ruolo di Dio e dei medici alla fine della vita umana.
Fu anche autrice di una grammatica dell'antica lingua etiope.
Tra in 1640 e il 1650, la Schurman fu un personaggio molto in vista e fu visitata da tutti gli studenti e gli aristocratici che passavano per la città. Nel 1648, all'età di 41 anni, essa raccolse tutte le sue opere pubblicate, una selezione delle sue corrispondenze e alcune sue poesie nella prima edizione di Opuscula hebraea, graeca, latina, gallica, prosaica et metrica. A causa della malattia delle due zie, ormai entrambe cieche, dovette dedicarsi a loro per molto tempo e per un po' sembrò che la sua carriera di scrittrice fosse ormai giunta al termine; aveva sempre meno tempo per se stessa e per le sue arti. Questa situazione continuò per quasi tutti gli anni Cinquanta del Seicento.
Renato Cartesio, amico della Schurman (fino a quando egli non avrebbe dichiarato che la Bibbia non conteneva affatto "idee chiare e distinte" e che perciò non poteva essere il fondamento di alcun sistema filosofico coerente), le consigliò di distaccarsi dalle zie e di dedicarsi a tempo pieno alla filosofia. Pur con i limiti imposti dalla sua situazione famigliare, la Schurman si impegnò nel dibattito che il sistema filosofico cartesiano suscitava (in particolare a proposito della dicotomia tra res cogitans e res extensa e della loro interazione). Senza criticare direttamente il pensiero di Cartesio, ella tentò di costruire una filosofia parallela al soggettivismo del Cogito ergo sum cartesiano, con l'oggettivismo di un Sum ergo cogito (Posso pensare perché sono fatta in un certo modo, e questo determinato modo di essere che mi permette di pensare precede il pensiero stesso).

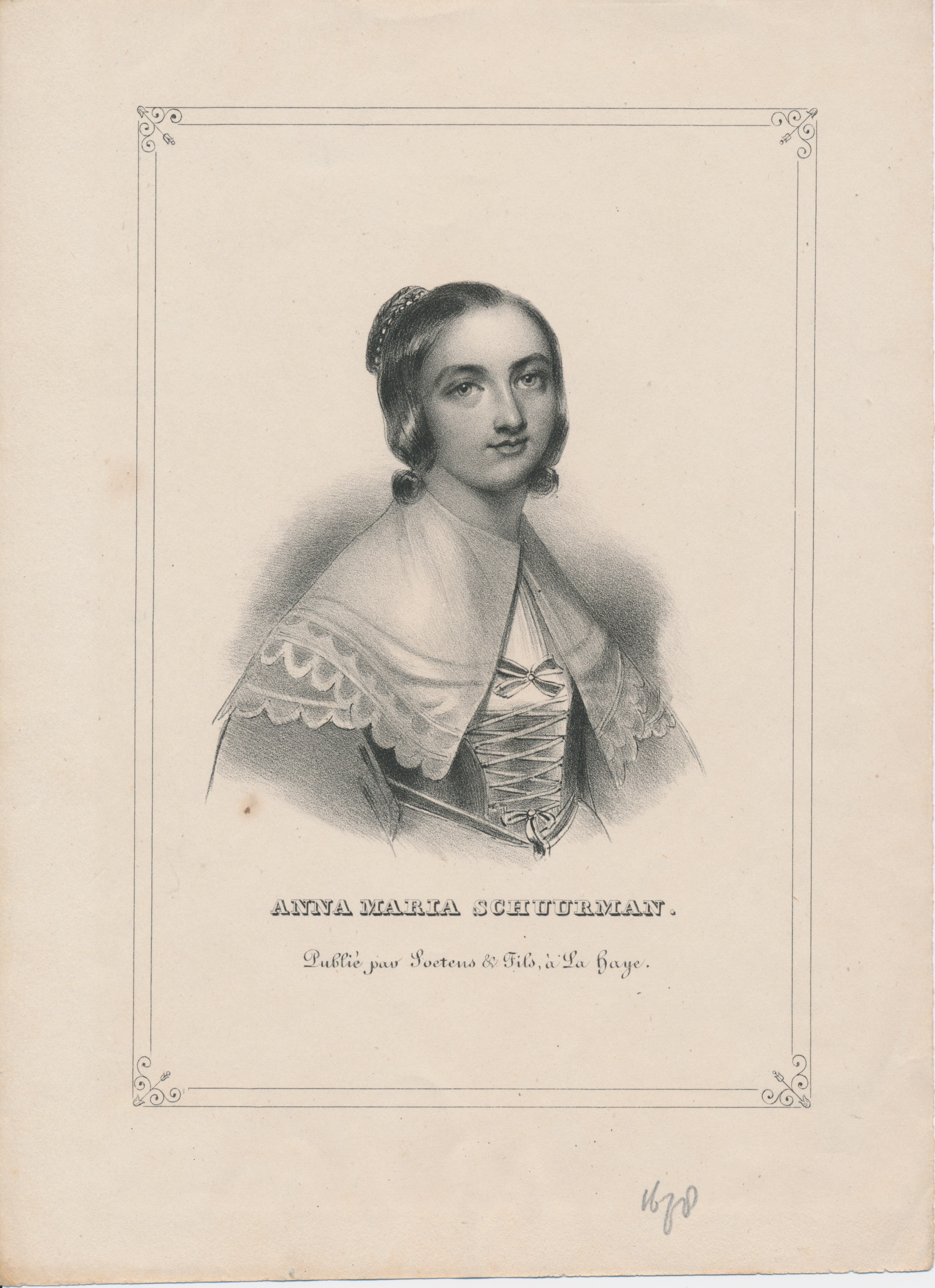
Litografia, tra 1830 e 1845

### L'adesione al labadismo
La Schurman e gli studiosi olandesi da lei frequentati erano tutti membri della Chiesa Riformata; tuttavia, servivano alcuni ritocchi alla riforma e si discusse parecchio al riguardo all'interno del circolo della Schurman. Nel 1661, dopo la morte delle zie, la Schurman andò a studiare teologia all'estero con suo fratello. A Ginevra conobbe Jean de Labadie, un predicatore della Chiesa Riformata francese, con la sorella del quale ebbe un rapporto epistolare. Quando suo fratello morì, la Schurman continuò la corrispondenza con Labadie, raccomandandogli caldamente di accettare l'offerta ricevuta di diventare pastore in Zelanda. Labadie arrivò nel 1666 e nei tre anni successivi finirono per condividere lo stesso punto di vista sulle azioni della chiesa.
Nel 1669, la Schurman lasciò Utrecht e andò a vivere con Labadie e i suoi seguaci. I suoi mentori di Utrecht e di Leida la descrissero come una signora di 52 anni impazzita, o come una donna succube delle influenze ipnotiche di un francese indemoniato. Fu un evento scioccante: il suo nuovo stile di vita significò l'abbandono degli studi secolari e delle cause che fino ad allora ella aveva sostenuto. Lo scopo del gruppo di Labadie era di ricreare la vita comune dei primi cristiani a Gerusalemme; inoltre era nelle loro intenzioni studiare solo le Sacre Scritture e non gli autori classici.
L'opposizione decisa dalle chiese costrinse il gruppo di Labadie a spostarsi. Prima in Germania, dove furono ospitati dalla principessa Elisabetta Carlotta del Palatinato, poi in Danimarca e infine in Frisia. La Schurman continuò a scrivere: nei laboratori dei labadisti furono stampati i suoi trattati teologici e alcune lettere destinate a chi condivideva le sue idee. Continuò anche il suo lavoro artistico, scandalizzando qualcuno per la sua rigida dottrina. La Schurman fu sempre uno dei membri più importanti dei labadisti a causa della sua fama; poté mantenere contatti con la nobiltà tedesca e con il re danese. Dopo la morte di Labadie nel 1674, la Schurman si ammalò, ma nonostante ciò fece sempre parte del nucleo dirigente dei labadisti.
Nel 1673 la Schurman pubblicò Eukleria, seu melioris partis electio (La buona scelta, o scegliere la parte migliore), una giustificazione della sua decisione del 1669 e della sua adesione alle teorie di Labadie. Nel 1678, anno della sua morte, aggiunse anche una seconda parte, pubblicata postuma come Eukleria, seu meliores partis electio - Pars secunda, nella quale è descritta la commozione e la gioia provata nel manuale della sua nuova Gerusalemme.

## Filosofia e teologia femminista
Anna Maria van Schurman scrisse:
«Il cielo è il limite» è l'espressione che essa utilizzò in una lettera indirizzata alla filosofa e teologa francese Marie de Gournay, in cui difendeva il diritto delle donne di accedere agli studi scientifici senza restrizioni di nessun tipo. Con questa espressione intendeva che il criterio ultimo è Dio e non i costumi o le convenienze umane. In altre parole: è Dio che ha creato a sua immagine tanto la donna quanto l'uomo, e li ha voluti esseri razionali perché gli diano lode per mezzo della creazione. Le capacità di ogni persona sono un dono che Dio le ha donato e del quale solo la singola persona è responsabile.
Recuperare la figura di Anna Maria van Schurman, così come di tutte le altre donne che lungo i secoli si sono occupate di teologia, cioè hanno riflettuto in modo sistematico sulla loro fede, è uno dei compiti che la teologia femminista assegna a sé stessa nel suo proprio aspetto storico. Da un punto di vista filosofico, inoltre, la teologia femminista si chiede perché gli apporti intellettuali delle donne hanno teso a sparire dalla storia della teologia?

### Opere di Anna Maria van Schurman (elenco parziale)
- De savoir si l'étude des lettres convient à une femme chrétienne, in olandese, tradotto in francese nel 1646 e in inglese nel 1659.
- Eucleria, 1673.
- Anne Marie de Schurman, femme savante (1607-1678) : correspondance; testo edito da Constant Venesoen, H. Champion, Parigi, 2004.
- Anna Maria van Schurman, Whether a Christian Woman Should Be Educated and Other Writing from Her Intellectual Circle, presentato e tradotto da Joyce Irwin; in: Margaret L. King e Albert Rabil, Jr., The Other Voice in Early Modern Europe, University of Chicago Press, Chicago, 1999.

### Studi
- Mirjam de Baar et al., Choosing the Better Part. Anna Maria van Schurman (1607-1678), Kluwer Academic Publishers, Dordrecht, Boston, Londra, 1996.
- P. van Beek, " Ardens Martyrii Desiderium" On the Martyrdom of Anna Maria Van Schurman (1607-1678)", in: A.-J Gelderblom - J. L. de Jong - M. van Vaeck (ed.), Countries as a Crossroad of Religious Beliefs, Leiden, 2004.
- B. K. Lee, "I Wish to Be Nothing" The Role of Self-Denial in the Mystical Theology of Anna Maria van Schurman", in: S. Brown (ed.) Women, Gender and Radical Religion in Early Modern Europe, Leiden, 2007.
- Katharina M. Wilson and Frank J. Warnke (ed.), Women Writers of the Seventeenth Century, University of Georgia Press, Athens, 1989, pp. 164–185.